# 巴德·科普尔
赫伯特·L·科普尔（英語：Herbert L. Koper，1942年8月9日—），美国NBA联盟职业篮球运动员。他在1964年的NBA选秀中第2轮第14顺位被旧金山勇士选中。